# Північне (електродепо, Санкт-Петербург)
60°03′26″ пн. ш. 30°27′25″ сх. д. / 60.05722° пн. ш. 30.45694° сх. д.
ТЧ-4 «Північне» — депо Петербурзького метрополітену, розташоване на Кіровсько-Виборзькій лінії, в Ленінградській області за станцією метро «Дев'яткіно».
Було відкрито на початку 1979 для обслуговування Невсько-Василеострівної лінії. При цьому практикувалися ранкові рейси від «Дев'яткіно» до «Площа Повстання» і без пересадки по СЗГ на «Маяковську» і до «Приморської». У 1995 році після «розмиву» між станціями «Лісова» та «Площа Мужності» потяги Невсько-Василеострівськоі лінії були передані в ТЧ-5 «Невське». ТЧ-4 стало обслуговувати тільки відрізану дільницю Кіровсько-Виборзької лінії між станціями «Дев'яткіно» та «Площа Мужності».
З 2008 року не є тяговим. Потяги разом з машиністами передані в ТЧ-1 «Автово». Використовується для ремонту ЕРС і відстою потягів ТЧ-1.

## Колійний розвиток
Незважаючи на те, що найближча до депо станція метро «Дев'яткіно» є наземною, після неї колії метро знову спускаються під землю і таким чином портал депо проходить під землею, а потім виходить з-під землі на колії депо, спеціально для цього розташовані в улоговині.
Депо раніше мало гейт з Жовтневою залізницею, але у 2006 при реконструкції залізничних колій його було демонтовано. Проте на самому початку сполучної гілки були залишені відпилені рейки, щоб була можливість відновити гілку на випадок потреби.

## Лінії, що обслуговуються
| Лінія                        | Роки |
| ---------------------------- | --- |
| Невсько-Василеострівна лінія | 1979—1995, 2007–2008                                                                                    |
| Кіровсько-Виборзька лінія    | з 1995 до сьогодення Під час «розмиву» (1995–2004) обслуговувало ділянку «Де'яткіно» — «Площа Мужності» |

## Ресурси Інтернету
- ТЧ-4 «Північне» на vagon.metro.ru (рос.)
- ТЧ-4 «Північне» на metro.vpeterburge.ru (рос.)